# آن سوی خط: خروج چارلی رایت
آن سوی خط: خروج چارلی رایت (به انگلیسی: Across the Line: The Exodus of Charlie Wright) فیلمی محصول سال ۲۰۱۰ و به کارگردانی جاناتان دوئک است. در این فیلم بازیگرانی همچون آیدان کوئین، ماریو فن پیبلز، لوک گاس، دنی پینو، جینا گرشان، اندی گارسیا، جردن بلفی، کوربین برنسن، گری دنیلز، بوکیم وودبین، ریموند جی. بری و الیا باسکین ایفای نقش کرده‌اند.